# Dicranella limosa
Dicranella limosa là một loài Rêu trong họ Dicranaceae. Loài này được (Besch.) Broth. mô tả khoa học đầu tiên năm 1901.